# St. George (Queensland)
St. George ist eine Kleinstadt im Outback im Südwesten von Queensland, Australien. Sie liegt etwa 520 Kilometer von Brisbane und etwa 390 Kilometer von Toowoomba entfernt am Balonne River. Die Stadt hat etwa 2500 Einwohner und ist Sitz des lokalen Verwaltungsgebiets (LGA) Balonne Shire Council. Ihren Namen erhielt die Stadt vom Entdeckungsreisenden Thomas Livingstone Mitchell, der den Balonne River am 23. April 1846, dem St. George’s Day, überquerte und diese Stelle St. Georges Bridge nannte. Die Stadt wurde im Jahr 1862 an dieser Stelle gegründet.
St. George ist ein regionales Zentrum der Landwirtschaft. Es zählt zu Australiens wichtigsten Anbaugebieten für Baumwolle. Weizen, Früchte und Gemüse sind jedoch ebenso bedeutend, genau wie die Rinder- und Schafzucht. Der Balonne River und die Wasserreservoirs um die Stadt bieten sehr gute Möglichkeiten für Angler.
St. George ist ein wichtiger Verkehrsknoten im südwestlichen Queensland. In und um die Stadt treffen mehrere große Highways aufeinander: von Cunnamulla im Westen der Balonne Highway, von Roma im Norden und von Mungindi im Süden der Carnarvon Highway, von Dalby im Osten der Moonie Highway und von Dubbo in New South Wales der Castlereagh Highway.
Zu den Sehenswürdigkeiten der Stadt zählt eine beeindruckende Sammlung von Emueiern. Die Eier wurden über einen Zeitraum von 40 Jahren von Steve Margaritis geschaffen. Dieser schnitzte von Hand Muster in die Eier und beleuchtet sie von innen. Die Eier wurden schon auf mehreren Weltausstellungen und internationalen Shows gezeigt. Heute werden die Emueier als eine permanente Ausstellung in St. George gezeigt.